# O Fabuloso Fittipaldi
O Fabuloso Fittipaldi é um documentário brasileiro de 1973 dirigido por Roberto Farias e escrito por ele mesmo juntamente com Héctor Babenco.

## Elenco
- Emerson Fittipaldi - Ele mesmo
- Jackie Stewart - Ele mesmo
- Maria Helena Fittipaldi - Ela mesma
- Ronnie Peterson - Ele mesmo